# Gentile da Rocca
Gentile da Rocca ou Gentile da Rocca di Mezzo  est un peintre italien de style gothique actif pendant la seconde partie du XIIIe siècle dans les Abruzzes et principalement à L'Aquila. 

## Biographie
Les documents biographique concernant Gentile da Rocca actif dans la zone des Abruzzes dans la seconde moitié du XIIIe siècle sont rares et sa date de naissance et de mort restent inconnus.
Une seule œuvre signée et datée provenant de l'église Santa Maria delle Grotte ou « ad Criptas », près de Fossa, conservée aujourd'hui au Museo nazionale d'Abruzzo de l'Aquila est à la base de la reconstitution de la personnalité artistique de l'artiste.
Il s'agit d'une toile collée sur bois et sur feuille d'argent dans les zones sous-jacentes du drap du trône représentant la Vergine in trono che allatta il Bambino, enfermée par des battants décorés de fragments représentant des scènes de la vie du Christ.
Sur le tapis du trône figure une inscription en caractères gothiques qui ont permis de déterminer le nom de l'auteur et la date (1283)de la peinture: «  A(nno).D(omini).MCC.Octogesimo.III.Gentile.d(e).Rocca.me.pi(nxit) ».
À partir de ce tableau, l'historien d'art Enzo Carli, propose d'attribuer à « Gentile d(e) Rocca » l'auteur d'autres œuvres stylistiquement similaires:
- Une grande partie des fresques en particulier Scene della Genesi de l'église Santa Maria ad Cryptas,
- Certaines fresques (en particulier une Crucifixion) du petit oratoire du monastère célestin de San Onofrio sur le mont Morrone.

## Œuvres
- Madonna del Latte, (1283), Tempera sur bois, à l'origine église Santa Maria ad Cryptas, Fossa, L'Aquila, actuellement au Museo d'Abruzzo.
- Vierge à l'Enfant (Madonna di San Clemente) (1285) attribution, San Clemente al Vomano, l'Aquila.
- Dernière Cène, (v. 1285), attribution, église Santa Maria ad Cryptas, Fossa, L'Aquila.
- Crucufixion, frsque, oratoire du monastère célestin de San Onofrio, mont Morrone.

Probablement les fresques situées sur la façade de l'ermitage de San Bartolomeo (Roccamorice), qui se composent d'une Madone avec un enfant (très ruinée) et un Jésus Pantocrator, peuvent être attribuées à Gentile da Rocca.